# Daniel do Nascimento
Daniel Ferreira do Nascimento (né le 28 juillet 1998 à Paraguaçu Paulista) est un athlète brésilien, spécialiste des courses de fond, propriétaire du meilleur temps jamais réalisé par un marathonien né hors d'Afrique et détenteur du record des Amériques dans la course.

## Biographie
Il décroche la médaille d'or du 5 000 mètres et du 10 000 mètres lors des Championnats d'Amérique du Sud juniors 2017.
En 2021, il remporte le titre du 10 000 mètres des championnats d'Amérique du Sud à Guayaquil, en Équateur.
Le 17 avril 2022, lors du Marathon de Séoul, Daniel do Nascimento établit un nouveau record d'Amérique du Sud du marathon en 2 h 4 min 51 s, améliorant de plus d'une minute l'ancienne meilleure marque continentale détenue par son compatriote Ronaldo da Costa depuis 1998. Daniel a en fait battu le record des Amériques à cette occasion. Le record brésilien et sud-américain de Ronaldo da Costa (qui était même un record du monde à l'époque) a duré 24 ans. Daniel, en battant la barre, a dépassé non seulement le record de l'Amérique du Sud, mais aussi celui de l'Amérique du Nord et des Caraïbes.
Aux Mondiaux d'Eugene 2022, il s'est classé 8e avec un temps de 2:07:35. Il est resté dans le peloton de tête jusqu'au kilomètre 32, où il a perdu le contact avec lui, terminant à 47 secondes du médaillé de bronze,.
Il a mené le Marathon de New York 2022 avant de s'effondrer et de nécessiter des soins médicaux aux alentours du km 32.
Le 23 avril 2023, il termine quatrième du Marathon de Hambourg avec un temps de 2:07:06 (étant le meilleur non-africain de la compétition), qualificatif pour les Jeux Olympiques de 2024,.
Le 4 juillet 2024, il est sujet à un contrôle antidopage surprise. L'Autorité brésilienne de contrôle du dopage révèle onze jours plus tard les résultats du test qui décèlent trois substances interdites : la drostanolone (en), la méténolone et la nandrolone. Il reçoit une suspension provisioire de quatre ans avec effet immédiat qui le disqualifie d'office du marathon olympique de 2024,.

## Palmarès
| Date | Compétition                            | Lieu      | Résultat | Épreuve  | Temps          |
| ---- | -------------------------------------- | --------- | -------- | -------- | -------------- |
| 2017 | Championnats d'Amérique du Sud juniors | Leonora   | 1er      | 5 000 m  | 14 min 53 s 71 |
| 2017 | Championnats d'Amérique du Sud juniors | Leonora   | 1er      | 10 000 m | 31 min 1 s 64  |
| 2021 | Championnats d'Amérique du Sud         | Guayaquil | 1er      | 10 000 m | 29 min 18 s 06 |
| 2022 | Championnats du monde                  | Eugene    | 8e       | Marathon | 2 h 7 min 35 s |

## Records
| Épreuve       | Temps               | Lieu           | Date             |
| ------------- | ------------------- | -------------- | ---------------- |
| 5 000 m       | 14 min 17 s 07      | São Paulo      | 12 décembre 2020 |
| 10 000 m      | 28 min 40 s 17      | Rio de Janeiro | 24 juin 2022     |
| Semi-marathon | 1 h 1 min 3 s       | Rio de Janeiro | 18 juin 2022     |
| Marathon      | 2 h 4 min 51 s (AR) | Séoul          | 17 avril 2022    |